# Sofiya Gubaidúlina
Sofiya Asgátovna Gubaidúlina (en ruso: София Асгатовна Губайдулина) (Chístopol, Tartaristán, 24 de octubre de 1931 - Appen, 13 de marzo de 2025) fue una compositora rusa de origen tártaro, conocida por la profundidad religiosa de su música. Es una de las figuras más destacadas de la música clásica contemporánea.

## Biografía
Sofiya Gubaidúlina nació en Chístopol, República Autónoma Socialista Soviética Tártara en 1931. Durante su juventud pasaba mucho tiempo rezando en los campos cerca de su casa para poder convertirse en compositora. Estudió composición y piano en el conservatorio de Kazán, graduándose en 1954. Prosiguió sus estudios en Moscú en el conservatorio con Nikolái Peikó hasta 1959, y continuó los estudios de graduación con Visarión Shebalín hasta 1963.
Durante sus estudios en la Unión Soviética, su música fue etiquetada de «irresponsable» por su exploración con afinaciones alternas. Sin embargo, fue apoyada por Dmitri Shostakóvich, quien al evaluarla en su examen final la animó a continuar por su «camino erróneo».
A mediados de los años 1970, Gubaidúlina fundó Astreia, un grupo de improvisación con instrumentos folclóricos, con los compositores Víctor Suslin y Viacheslav Artiómov, alumnos suyos.
A inicios de los años 80, Gubaidúlina se hizo más conocida por el éxito obtenido por el violinista Gidon Kremer con un concierto para violín. Después compondría un homenaje a T. S. Eliot, usando el texto de su obra espiritual Cuatro cuartetos.
Vivió hasta 1992 en Moscú, después escogió como residencia principal Hamburgo, Alemania.
En el 2000, Sofiya Gubaidúlina, junto a Tan Dun, Osvaldo Golijov y Wolfgang Rihm, fue comisionada por la "Internationale Bachakademie Stuttgart", para componer una obra para el proyecto «Passion 2000» en conmemoración de Johann Sebastian Bach. Su contribución fue la Johannes-Passion (La Pasión según San Juan). En 2002 la continuó con Johannes-Ostern (La Pascua según San Juan), encargada por la Hannover Rundfunk. Las dos obras forman un díptico sobre la muerte y resurrección de Jesús, su obra más larga hasta la fecha. En el año 2002 recibió el Premio de Música Polar, un premio concedido por la Real Academia de Suecia de Música.
Es miembro, entre otras asociaciones, de la Academia de las Artes de Berlín y de la Freie Akademie der Kunste de Hamburgo. La interpretación de su obra The Light at the End (La luz al final), precedió a la Sinfonía n.º 9 de Beethoven en los Premios de 2005. En 2006-2007 compuso In Tempus Praesens, su segundo concierto para violín dedicado a la violinista Anne Sophie Mutter.
Gubaidulina obtuvo en el siglo XXI el reconocimiento que le fue largamente negado durante la mayor parte de su carrera. Desde 2014, figura entre los 100 compositores vivos más interpretados del mundo, y desde 2022 es la mujer mejor posicionada en dicho ranking, habiendo alcanzando el séptimo puesto.
Además de su faceta compositiva, Gubaidúlina incursionó en la música cinematográfica, lo que le proporcionó una vía de expresión artística menos vigilada por las autoridades soviéticas. Este trabajo le permitió experimentar con sonidos y estructuras que luego influirían en sus composiciones más reconocidas.

## Música
La música de Gubaidúlina está marcada por el uso de combinaciones instrumentales inusuales. En In Erwartung, combina un cuarteto de saxofones con percusión. Ha escrito obras para koto japonés y orquesta sinfónica.

## Misticismo numérico
Soy una persona religiosa... y por «religión» entiendo «re-ligio», y el «re-ligado» de un vínculo... restaurando el «legato» de la vida. La vida se divide en muchas partes ... No hay ocupación más importante que la recomposición de la integridad espiritual a través de la composición musical.
Sofiya Gubaidúlina

A inicios de los años 1980, comenzó a usar la serie de Fibonacci como modo de estructurar la forma de una obra. La secuencia fue especialmente atractiva en cuanto da la base para la composición mientras aún permite «respirar» a la forma. Juega un rol prominente en obra como Perception, Im Anfang war der Rhythmus, Quasi hoketus y la Sinfonía Stimmen... Verstummen...
Después las series de Lucas y del Evangelista, secuencias derivadas de la de Fibonacci, fueron agregadas a su repertorio.
Se le suele encuadrar dentro del minimalismo sacro.

## Premios y reconocimientos
- 1987 - Premio de Composición Musical Príncipe Pierre de Mónaco -  Francia.
- 1991 - Premio Franco Abbiato.
- 1991 - Heidelberger Künstlerinnenpreis.
- 1992 - Premio del Estado Ruso -  Rusia.
- 1995 - SpohrPreis.
- 1998 - Praemium Imperiale -  Japón.
- 1999 - Sonning Prize -  Dinamarca.
- 2001 - Medalla Goethe -  Alemania.
- 2002 - Polar Music Prize -  Suecia.
- 2002 - Great Distinguished Service Cross of the Order of Merit (Großes Verdienstkreuz der Bundesrepublik Deutschland) -  Alemania.
- 2003 - Living Composer Prize del Cannes Classical Awards -  Francia.
- 2007 - Bach-Preis der Freien und Hansestadt Hamburg -  Alemania.
- 2016 - Premio Fundación BBVA Fronteras del Conocimiento -  España.

En el año 2004, fue elegida como miembro extranjero honorario de la American Academy of Arts and Letters.

## Catálogo de obras
| Año       | Obra | Tipo de obra                    | Duración |
| 1956      | Fatseliya (ciclo vocal sinfónico para soprano y orquesta, sobre un poema en ruso de Mijaíl Prishvin; hay versión con piano). | Música vocal (orquesta)         | 14:00    |
| 1957      | Quinteto para piano y cuarteto de cuerda | Música instrumental (conjunto)  | 20:00    |
| 1960      | Third Madrigal | Música vocal                    | 04:00    |
| 1960      | Serenada, para guitarra | Música solista (guitarra)       | 02:00    |
| 1961      | La flauta de Tania (ballet) | Música de ballet                | -        |
| 1962      | Chacona, para piano | Música solista (piano)          | 07:00    |
| 1963      | Allegro rústico, para flauta y piano | Música instrumental (dúo)       | 06:00    |
| 1965      | Five etudes, para arpa, contrabajo y percusión (1 intérprete) | Música instrumental (percusión) | 15:00    |
| 1965      | Sonata para piano | Música solista (piano)          | 15:00    |
| 1966      | Pantomime, para contrabajo y piano | Música instrumental (dúo)       | 06:00    |
| 1966      | Sonata, para catorce instrumentos de percusión | Música instrumental (percusión) | -        |
| 1968      | Night in Memphis. Cantata para mezzo, coro masculino y orquesta (2.ª versión en 1988), sobre textos antiguos egipcios, en ruso | Música vocal (cantata)          | 26:00    |
| 1969      | Rubayat, cantata para barítono y orquesta de cámara (poemas de antiguos poetas persas, Omar Khayy, Hafiz y Khakani, en ruso). | Música vocal (cantata)          | 15:00    |
| 1969      | Musikalisches Spielzeug, para piano. [Musical Toys] | Música solista (piano)          | 25:00    |
| 1970      | Vivente - Non Vivente, para sintetizador. | Música solista                  | 10:45    |
| 1971      | Fairytale Poem [Marchenbild], para orquesta. | Música orquestal                | 10:00    |
| 1971      | Cuarteto de cuerda nº 1. | Música de cámara (cuarteto)     | 21:00    |
| 1971      | Toccata- Troncata, para piano. | Música solista (piano)          | 01:00    |
| 1971      | Concordanza, para orquesta de cámara. | Música orquestal (cámara)       | 10:00    |
| 1972      | Stufen [Steps], para orquesta (revisado 2ª versión, 1992). | Música orquestal                | 20:00    |
| 1972      | Detto II, para violonchelo y conjunto de cámara. | Música instrumental (conjunto)  | 15:00    |
| 1972      | Música para clave e instrumentos de percusión, del «Mark Pekarsky Collection», para clave y percusión (1 intérprete). | Música instrumental (percusión) | 09:00    |
| 1972      | Roses. 5 Romances para soprano y piano (Poemas de Gennady Aigi, en ruso). | Música vocal (piano)            | 12:00    |
| 1972/73   | Counting Rhymes (Abzählreime). 5 canciones de niños para voz y piano (Poemas de Jan Satunovsky, en ruso). | Música vocal (piano)            | 05:00    |
| 1974      | Quattro, para 2 trompetas y 2 trombones. | Música instrumental (cuarteto)  | 07:00    |
| 1974      | Diez Preludios [Études], para chelo. | Música solista (violonchelo)    | 20:00    |
| 1974      | Invention, para piano. | Música solista (piano)          | 02:00    |
| 1974      | Rumore e Silenzio, para percusión (1 intérprete) y clave. | Música instrumental (percusión) | 11:00    |
| 1975      | Sonata para contrabajo y piano. | Música instrumental (dúo)       | 12:20    |
| 1975      | Concierto para fagot y cuerdas graves. | Música orquestal (concierto)    | 27:00    |
| 1975      | Laudatio Pacis', oratorio en nueve movimientos. | Música vocal (oratorio)         | 40:00    |
| 1976      | Concerto for Symphony orquesta and Jazz Band. | Música orquestal (concierto)    | 10:00    |
| 1976      | Trío, para 3 trompetas. | Música instrumental (trío)      | 07:00    |
| 1976      | Dos Baladas, para dos trompetas y piano. | Música instrumental (trío)      | 02:00    |
| 1976      | Dots Lines and Zigzags [Punkte, Linien und Zickzack], para clarinete bajo y piano. | Música instrumental (dúo)       | 09:00    |
| 1976      | Luz y oscuridad [Hell und dunkel], para órgano. | Música solista (órgano)         | 05:00    |
| 1976/88   | The Hour of the Soul, poema para gran orquesta de vientos y mezzosoprano (Texto de Marina Tsvetáyeva, en ruso) (versión para percusión, mezzo y orquesta). [Stunde der Seele] | Música vocal (orquesta)         | 30:00    |
| 1977      | Lamento, para tuba y piano. | Música instrumental (dúo)       | 05:00    |
| 1977      | On Tatar Folk Themes, 3 colecciones para domra y piano. | Música instrumental (dúo)       | 25:00    |
| 1977      | Cuarteto, para 4 flautas. | Música instrumental (cuarteto)  | 14:00    |
| 1977      | In the Beginning Was Rhythm, para 7 percusionistas. | Música instrumental (percusión) | 12:00    |
| 1977      | Dúo-Sonata, para dos saxofones barítonos (hay versión para 2 fagots). | Música instrumental (dúo)       | 08:00    |
| 1977      | Song Without Words, para trompeta y piano. | Música instrumental (dúo)       | 02:00    |
| 1977      | Misterioso, para 7 percusionistas. | Música instrumental (percusión) | 14:00    |
| 1978      | Introitus. Concierto para piano y orquesta de cámara. | Música orquestal (concierto)    | 20:00    |
| 1978      | Te Salutant. Capriccio para Large Light Orchestra. | Música orquestal                | 05:00    |
| 1978      | Detto I. Sonata para órgano y percusión (1 player). | Música instrumental (dúo)       | 15:00    |
| 1978      | De Profundis, para bayan (acordeón) | Música solista (acordeón)       | 09:00    |
| 1978      | Sounds of the Forest (Klänge des Waldes), para flauta y piano. | Música instrumental (dúo)       | 01:00    |
| 1978      | Sonatina, para flauta | Música solista (flauta)         | 04:00    |
| 1979      | Dos piezas, para trompa y piano | Música instrumental (dúo)       | 02:00    |
| 1979      | Jubilatio, para 4 percusionistas | Música instrumental (percusión) | 06:00    |
| 1979      | In Croce, para acordeón bayan y chelo (versión para contrabajo y piano o conjunto mixto). | Música instrumental (dúo)       | 15:00    |
| 1980      | Garten von Freuden und Traurigkeiten (Garden of Joy and Sorrow) para flauta, arpa, viola y recitador (ad lib.). | Música vocal                    | 08:00    |
| 1980      | Offertorium. Concierto para violín y orquesta (rev. 1982 y 1986). | Música orquestal (concierto)    | 38:00    |
| 1981      | Descensio, para conjunto de percusión. | Música instrumental (percusión) | 10:00    |
| 1981      | Sonata Rejoice!, para violín y violonchelo (rev. 1988). | Música instrumental (dúo)       | 25:00    |
| 1982      | Homenaje a Marina Tsvetáyeva, suite en cinco movimientos para un coro a cappella sobre poemas de Marina Tsvetáyeva. | Música coral (capella)          | 15:00    |
| 1982      | Las siete palabras de Jesús en la cruz, para chelo, acordeón bayan y cuerdas | Música instrumental (conjunto)  | 32:00    |
| 1983      | Perception, para soprano, barítono y 7 cuerdas (Textos de Francisco Tanzer (en alemán) y de los Salmos). | Música vocal (instrumentos)     | 46:00    |
| 1984      | Quasi Hoquetus, para viola, fagot, y piano (también para viola, chelo y piano). | Música instrumental (conjunto)  | 15:00    |
| 1985      | Letter to the Poetess Rimma Dallosh, para soprano y chelo. | Música vocal (chelo)            | 02:00    |
| 1985      | Et exspecto. Sonata para balan (acordeón). | Música solista (acordeón)       | 12:00    |
| 1986      | Stimmen... Verstummen.... Sinfonía en 12 movimientos (dedicada a Gennadi Rozhdéstvenski) | Música orquestal (sinfonía)     | 42:00    |
| 1987      | Cuarteto de cuerda nº 2. | Música de cámara (cuarteto)     | 10:00    |
| 1987      | Witty Waltzing in the Style of Johann Strauss (Ein Walzerpass según Johann Strauss), para soprano y conjunto (arreglo 1989 para soprano y octeto). | Música vocal (instrumentos)     | 05:00    |
| 1987      | Cuarteto de cuerda nº 3. | Música de cámara (cuarteto)     | 15:00    |
| 1987/91   | Homenaje a T.S. Eliot, para soprano y octeto (Texts (Eng) by T.S. Eliot). | Música vocal (instrumentos)     | 40:00    |
| 1988      | Antwort ohne Frage. Collage para tres orquestas. [The Unasked Answer] | Música orquestal                | 08:00    |
| 1988      | Two Songs on German Folk Poetry, para mezzosoprano, flauta, chelo y clave. | Música vocal (instrumentos)     | 10:00    |
| 1989      | Pro et contra, para gran orquesta. | Música orquestal                | 42:00    |
| 1989      | Trío, para violín viola y chelo. | Música instrumental (trío)      | 20:00    |
| 1989      | Ein Walzerspass nach Johann Strauss, para piano y quinteto de cuerdas. | Música instrumental (conjunto)  | 05:00    |
| 1989      | Jauchzt der Gott, para coro (SATB) y órgano. | Música coral (órgano)           | 05:00    |
| 1990      | Alleluia, para gran orquesta, órgano, coro mixto y voces de niños. | Música coral (orquesta)         | 35:00    |
| 1991      | Horst Du uns, Luigi... (Can You Hear Us, Luigi?) Look at the Dance a Simple Wooden Rattle is Performing for You, para seis percusionistas. | Música instrumental (percusión) | 05:00    |
| 1991      | Lauda, para alto, tenor, barítono, recitador, coro mixto y gran orquesta. | Música coral (orquesta)         | 15:00    |
| 1991      | Klange des Waldes (Sounds of the Forest), para flauta y piano. | Música instrumental (dúo)       | 01:00    |
| 1991      | Silenzio. 5 piezas para acordeón bayan, violín y chelo. | Música instrumental (conjunto)  | 19:00    |
| 1991      | Even and Uneven (Gerade und ungerade), para siete percusionistas y clave. | Música instrumental (percusión) | 10:00    |
| 1991      | Aus dem Stundenbuch. Concerto para chelo, orquesta, coro de hombres y narrador (Textos del 'Book of Hours', de Rainer Maria Rilke, en alemán). | Música orquestal (concierto)    | 53:00    |
| 1992      | Tatar Dance, para acordeón bayan y dos contrabajos. | Música instrumental (conjunto)  | 05:00    |
| 1993      | Meditation on the Bach Chorale: Vor Deinen Thron Tret Ich Hiermit, para clave y quinteto de cuerdas. | Música instrumental (conjunto)  | 10:00    |
| 1993      | Dancer on a Tightrope [El Danzarín en la cuerda floja] (Die Seiltänzer), para violín y piano. | Música instrumental (dúo)       | 13:00    |
| 1993      | ...Heute frh, kurz vor dem Erwachen..., para 7 kotos (4 tenores y 3 bajos) [...Early in the Morning, Right Before Waking...]. | Música instrumental (conjunto)  | 10:00    |
| 1993      | Now Always Snow, para conjunto de cámara, coro de cámara y recitador (cinta), versos de Gennady Aigi, en ruso, revisado en 1997). | Música coral (instrumentos)     | 25:00    |
| 1993      | Concerto de violonchelo «And: the feasting at its height» [Y la fiesta está en pleno apogeo], para violonchelo y orquesta. | Música orquestal (concierto)    | 30:00    |
| 1993/9    | Cuarteto de cuerda nº 4, con cinta. | Música de cámara (cuarteto)     | 12:00    |
| 1994      | Ein Engel..., para contralto y un instrumento (que no sea piano). | Música instrumental (dúo)       | 03:00    |
| 1994      | In Erwartung [En anticipación], para cuarteto de saxofones y 6 percusionistas | Música instrumental (conjunto)  | 12:00    |
| 1994      | Música para flauta, cuerdas y percusión, concierto de flauta y orquesta | Música orquestal (concierto)    | 30:00    |
| 1994      | Aus den Visionen von Hildegard von Bingen, para contralto. | Música vocal                    | 02:00    |
| 1994      | Zeitgestalten [Figuras del tiempo], para orquesta. | Música orquestal                | 30:00    |
| 1995      | Arreglo de Le Grand Tango, de Astor Piazzolla, para violín y piano. | Música instrumental (dúo)       | 12:00    |
| 1995      | Jetzt immer Schnee (ahora siempre nieva), para coro e instrumentos. | Música coral (orquesta)         | 20:00    |
| 1995-96   | Galgenlieder … 3, quince piezas para mezzosoprano, contrabajo y percusión. | Música vocal (instrumentos)     | 45:00    |
| 1996      | Concierto para viola y orquesta. | Música orquestal (concierto)    | 30:00    |
| 1996      | Quaternion, para cuarteto de violonchelos. | Música instrumental (cuarteto)  | 30:00    |
| 1996      | Impromptu, para orquesta. | Música orquestal                | 15:00    |
| 1996      | Galgenlieder … 5. 14 piezas para mezzosoprano, flauta, percusión, acordeón bayan y contrabajo (poemas de Christian Morgenstern, en alemán) | Música vocal (instrumentos)     | 45:00    |
| 1997      | Sonnengesang [Canción del sol], texto de san Francisco de Asís, en italiano), para coro SCTB (soprano, contralto, tenor y bajo), chelo y dos percusionistas | Música coral (instrumentos)     | 30:00    |
| 1998      | In the Shadow of the Tree (en la sombra del árbol), para orquesta. | Música orquestal                | 25:00    |
| 1999      | Two Paths (dedicado a Mary y Martha), para orquesta. | Música orquestal                | 24:00    |
| 1999/2000 | Johannes Passion (Pasión según Juan, textos de la Biblia, en ruso, para coro de cámara (24 voces) y gran coro, soprano, tenor, barítono, bajo y orquesta | Música coral (orquesta)         | 100:00   |
| 2001      | Risonanza [Resonancia], para órgano y conjunto | Música instrumental (conjunto)  | 23:00    |
| 2001      | Johannes-Ostern [Pascua de Juan], textos bíblicos, para coro doble, soprano, tenor, barítono, bajo y orquesta | Música coral (orquesta)         | 50:00    |
| 2002      | The Rider on the White Horse [La cabalgata del caballo blanco], para orquesta | Música orquestal                | 13:00    |
| 2002      | On the Edge of the Abyss, para 7 chelos y 2 waterphones (acuófonos) | Música instrumental (conjunto)  | 15:00    |
| 2002      | Fata Morgana, para 8 chelos. | Música instrumental (conjunto)  | 12:00    |
| 2002      | Mirage: The Dancing Sun, para clavecín y quinteto de cuerdas | Música instrumental (conjunto)  | 12:00    |
| 2003      | The Light of the End [La luz del final], para orquesta. | Música orquestal                | 20:00    |
| 2003      | Under the Sign of Scorpio [Bajo el signo de Escorpio), variación sobre seis hexacordios), para orquesta | Música orquestal                | 27:00    |
| 2003/4    | Verwandlung [Transformación - metamorfosis], para trombón, cuarteto de saxofones, chelo, contrabajo y tam-tam | Música instrumental (conjunto)  | 15:00    |
| 2005      | ...The Deceitful Face of Hope and Despair [La cara engañosa de la esperanza y el desengaño]. Concerto para flauta y orquesta. | Música orquestal (concierto)    | 26:00    |
| 2005      | Feast During a Plague, para orquesta. | Música orquestal                | 20:00    |
| 2006      | Triptych Nadeyka (1. The Lyre of Orpheus [La lira de Orfeo], para violín solista, percusión y orquesta de cuerdas; 2. The Deceitful Face of Hope y Despair [El engañoso rostro de la esperanza y el desengaño], para flauta y orquesta; 3. Feast During a Plague [Fiesta durante una epidemia], para orquesta) | Música orquestal                | 80:00    |
| 2006      | Die Leier des Orpheus [La lira de Orfeo], para violín, percusión y cuerdas. | Música instrumental (conjunto)  | 24:00    |